# シエルバ・オートジャイロ・カンパニー
シエルバ・オートジャイロ・カンパニー (Cierva Autogiro Company) は、1926年にスペイン人航空技術者のフアン・デ・ラ・シエルバと、スコットランド人実業家ジェームズ・ジョージ・ウィアーによってイギリスで設立された航空機メーカーである。

## 歴史

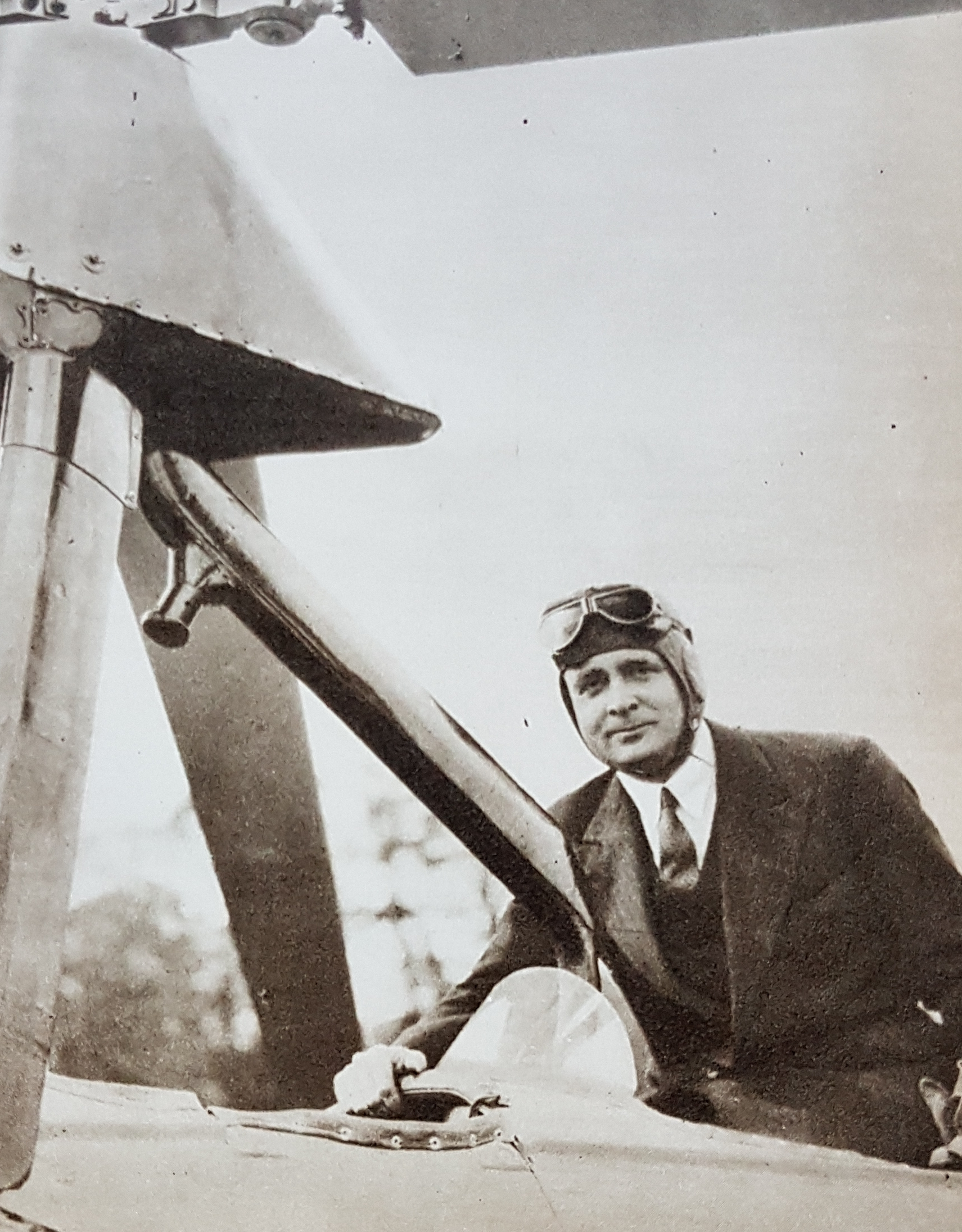
フアン・デ・ラ・シエルバ

1920年からオートジャイロの製作を始めていたフアン・デ・ラ・シエルバは、1925年に渡英し空軍省でシエルバ C.6のデモンストレーションを行った。デモンストレーションは成功をおさめ、スコットランド人の実業家でイギリス空軍パイロットでもあったジェームズ・ジョージ・ウィアーの援助を受け、翌1926年にシエルバ・オートジャイロ・カンパニーをイギリスで設立した。
C.6の改良モデルとしてC.8（6機製造）を開発。この機種はアメリカ合衆国に持ち込まれ同国でのオートジャイロ開発の礎となったほか、ソ連製のオートジャイロとして開発されたKASKR-1の参考元にもなった。その後C.19（約30機製造）で性能をある程度安定化させることに成功、そして1933年開発のC.30は協力企業のアブロ社の他、フランスのリオレ・エ・オリビエ、ドイツのフォッケウルフでもライセンス生産された成功作となった。
フアン・デ・ラ・シエルバは、1936年にクロイドン空港で発生した旅客機墜落事故で命を落とした。1936年から1939年までは、ジェームズ・アラン・ジェイミソン・ベネット博士が同社の技術部門トップを務め、会社はジェームズ・ジョージ・ウィアーの親族が経営するG & J. ウィアー有限会社の援助を受けて存続した。
ベネット博士は1936年に、イギリス海軍向けにジャイロダインのシステムを考案し、C.41 ジャイロダインとして空軍省に提案、1939年に特許として認められたが、第二次世界大戦勃発により開発は中断された。ベネット博士は1945年にフェアリー・アビエーションに入社し、世界初のジャイロダイン（複合ヘリコプター）となったフェアリー FB-1 ジャイロダインや、改良型のフェアリー ジェット・ジャイロダインを開発した。
大戦中、ベネット博士の抜けたシエルバ社はG & J. ウィアー社の航空機部門という位置づけでイギリス軍向けの開発を細々と継続していたが、1943年にウィアー社の援助によりシエルバ・オートジャイロ・カンパニーのブランド名が復活し、イギリス軍向けにシエルバ W.9（ヘリコプター）の提案を行った（機種型式名の"W"はウィアー社を意味する）。W.9の初飛行は1945年までずれ込んだが、この後、さらに大型の機体であるシエルバ W.11 エアホースを開発し、1948年に初飛行させた。エアホースのテスト機が墜落したことでシエルバ社の技術責任者ら3名が命を落とし、これを受けてウィアー社はシエルバ社の再建をあきらめ、イギリス軍と間で残っていた開発契約は株主となっていたサンダース・ロー社に移管された。シエルバ社で最後に開発されていたシエルバ W.14は、サンダース・ロー W.14 スキーターとして1957年にイギリス軍に就役した。
シエルバ社は1960年代にロータークラフト社の親会社となり、共同でシエルバ CRツインを開発し、1969年から71年にかけて試作機を初飛行させたが、開発資金に行き詰まり1975年に会社は清算された。

## 開発機種

### シエルバ・オートジャイロ・カンパニー設立以前
- シエルバ C.1（英語版）（1920年）[3]
- シエルバ C.2（英語版）（1921~22年）
- シエルバ C.3（英語版）（1921年）

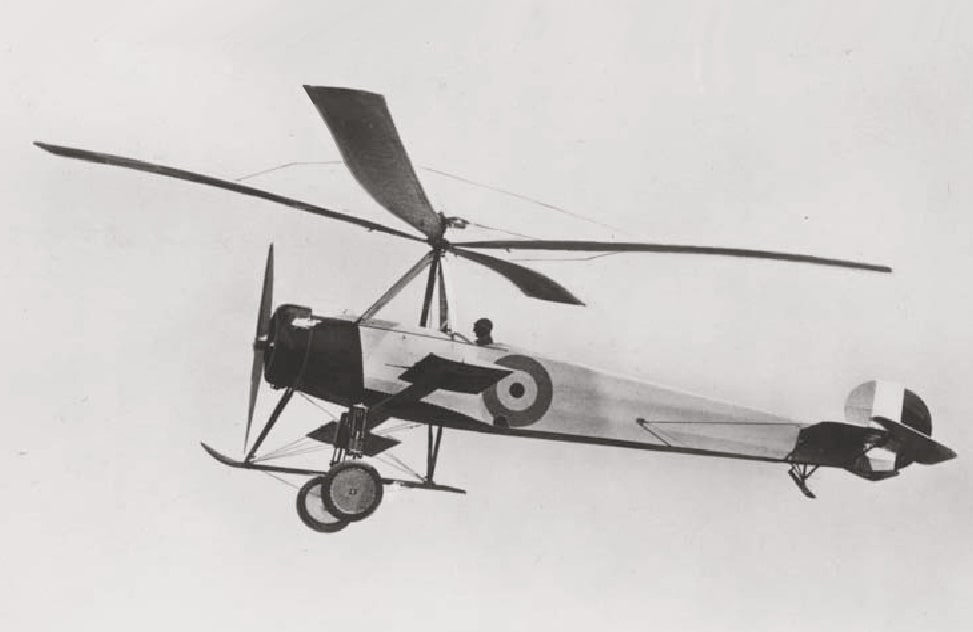
シエルバ C.6

- シエルバ C.4（英語版）（1923年）- 初めて飛行に成功したオートジャイロ[3]。
- シエルバ C.5（英語版）（1923年）
- シエルバ C.6（1924年）
- シエルバ C.7（英語版）（1926年）

### シエルバ・オートジャイロ・カンパニー設立後
- シエルバ C.8（英語版）（1926年）[3]
- シエルバ C.9（英語版）（1927年）
- シエルバ C.10（ドイツ語版）（1928年）

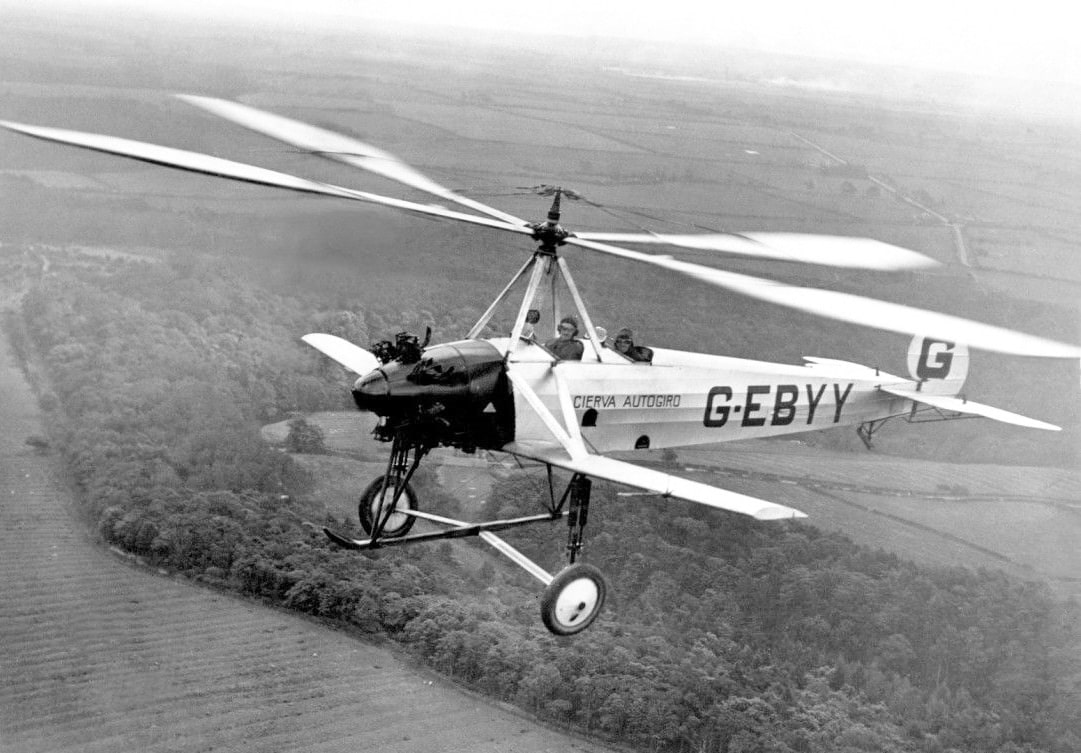
シエルバ C.8

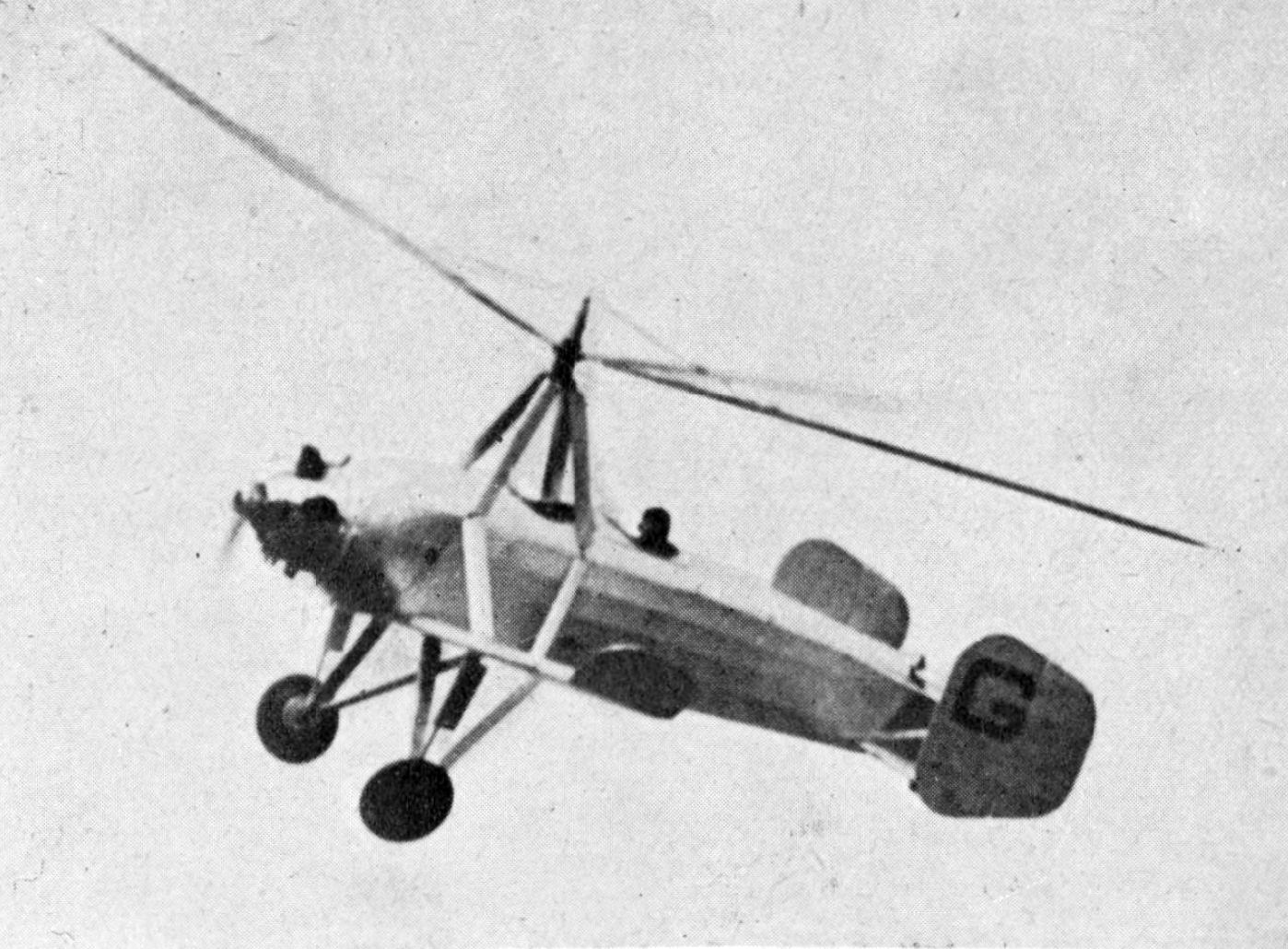
シエルバ C.19

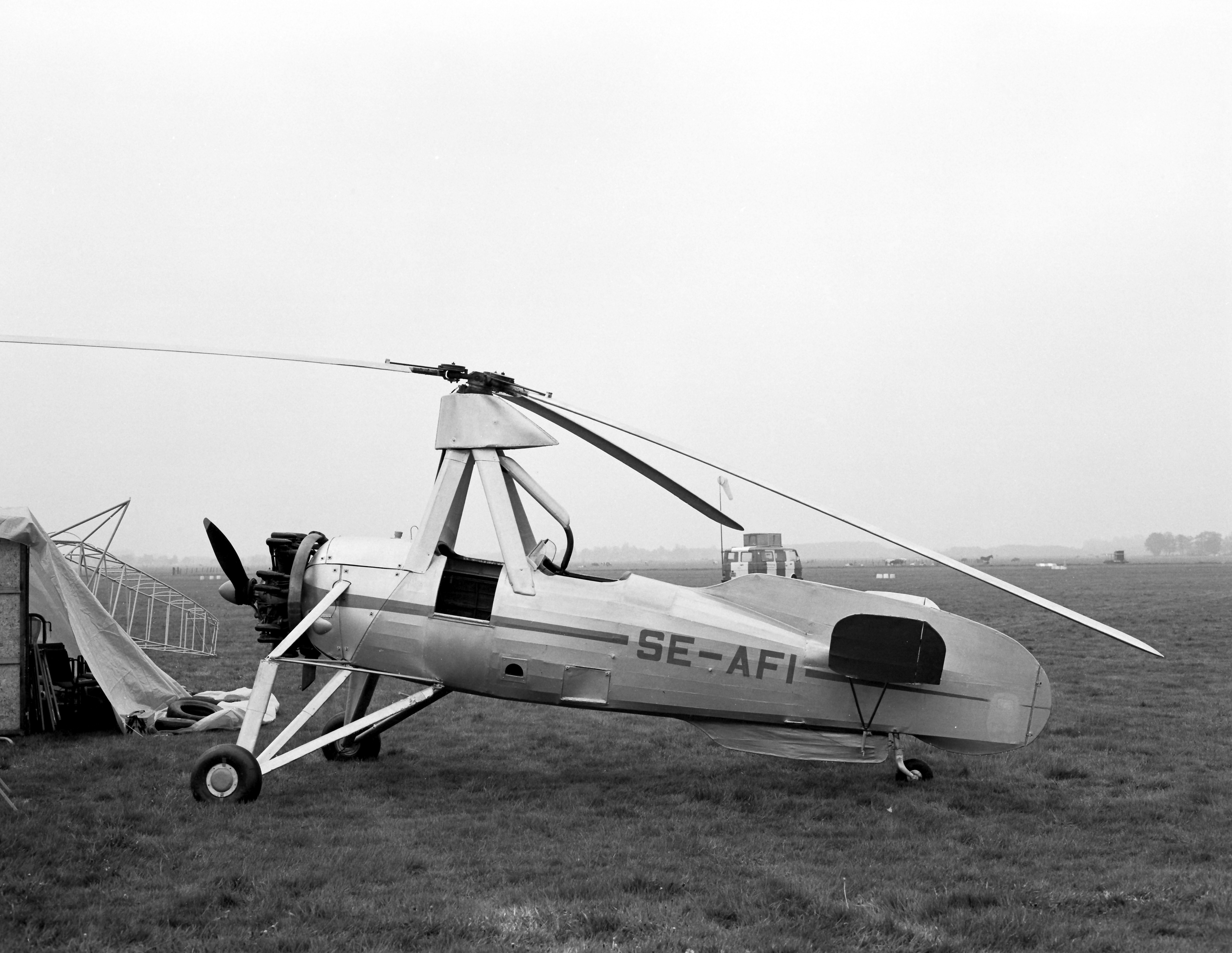
シエルバ C.30

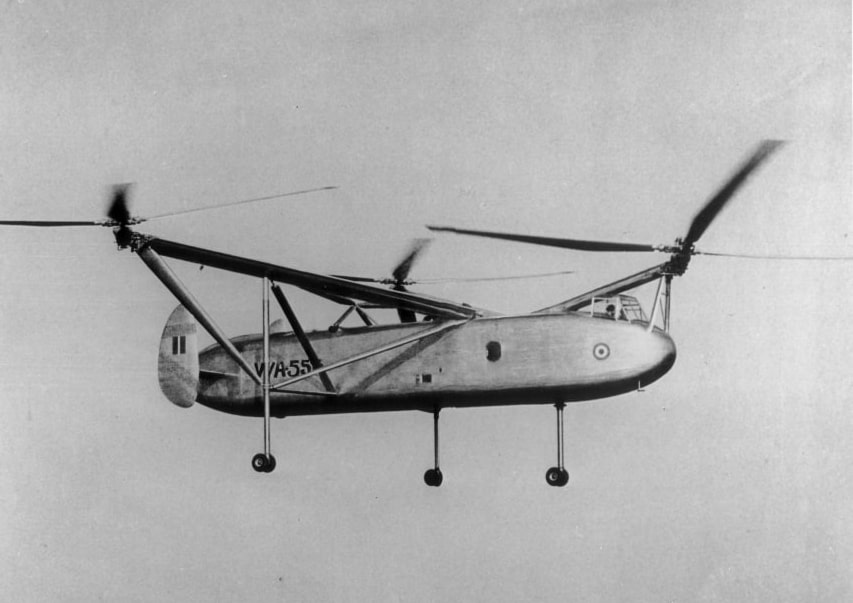
W.11 エアホース

- シエルバ C.12（英語版）（1929年）- 水上用フロートを備えた最初のオートジャイロ
- シエルバ C.13 - 飛行艇型オートジャイロ。計画のみ。
- シエルバ C.14
- シエルバ C.17（英語版）（1928年）
- シエルバ C.19（英語版）（1929年）[3]
  - シエルバ C.20 - C.19のフォッケウルフでのライセンス生産型。
  - シエルバ C.21 - C.19のリオレ・エ・オリビエでのライセンス生産型（計画のみ）
- シエルバ C.24（英語版）（1931年）
- シエルバ C.25
- シエルバ C.26 - 双発型、計画のみ。
- シエルバ C.29（英語版）（1934年）
- シエルバ C.30（英語版）（1934年）
- シエルバ C.32 - 二人乗り、計画のみ。
- シエルバ C.33 - 四人乗り、計画のみ。
- シエルバ C.37 - 双発型、計画のみ。
- シエルバ C.38
- シエルバ C.39
- シエルバ C.40（英語版）（1938年）- フアン・デ・ラ・シエルバの死後、ベネット博士によって完成
- シエルバ C.41 ジャイロダイン - ベネット博士によって考案された初のジャイロダイン。計画のみとなった。
- ウィアー W.1　～　W.4　- ウィアー社の航空部門として開発されたオートジャイロ。W.5の開発が進んだことにより中止された。
- ウィアー W.5（1938年）- 二人乗りのヘリコプター
- ウィアー W.6（1939年）- 双発ヘリコプター
- シエルバ W.9（1945年） - 単発ヘリコプター
- シエルバ W.11 エアホース（英語版）（1948年） - 双発ヘリコプター
- シエルバ W.14 スキーター（1948年） - サンダース・ロー スキーターとして完成。
- シエルバ CRツイン（英語版） （1969年）- 5人乗り民間向けヘリコプター。